# Gumare
Gumare é uma vila localizada no Distrito do Noroeste em Botswana. Possuía uma população estimada de 8 532 habitantes em 2011, sendo a maior vila do subdistrito Ngamiland West.